# Maoping (ort i Kina, Hunan)
Maoping är en ort i Kina. Den ligger i provinsen Hunan, i den södra delen av landet, omkring 310 kilometer sydväst om provinshuvudstaden Changsha. Antalet invånare är 2 800.
Runt Maoping är det ganska tätbefolkat, med 96 invånare per kvadratkilometer. Närmaste större samhälle är Xiyan, 12,4 km nordost om Maoping. I omgivningarna runt Maoping växer i huvudsak blandskog.
Genomsnittlig årsnederbörd är 1 831 millimeter. Den regnigaste månaden är juni, med i genomsnitt 271 mm nederbörd, och den torraste är december, med 64 mm nederbörd.